# Мике Хавенар
Мике Хавенар (јап. ハーフナー・マイク; 20. мај 1987) јапански је фудбалер.

## Каријера
Током каријере је играо за Јокохама Ф. Маринос, Витесе, АДО Ден Хаг и многе друге клубове.

## Репрезентација
За репрезентацију Јапана дебитовао је 2011. године. За тај тим је одиграо 18 утакмица и постигао 4 гола.

## Статистика
| Јапан  | Јапан   | Јапан  |
| Година | Наступи | Голови |
| ------ | ------- | ------ |
| 2011.  | 5       | 2      |
| 2012.  | 4       | 1      |
| 2013.  | 8       | 1      |
| 2014.  | 0       | 0      |
| 2015.  | 0       | 0      |
| 2016.  | 1       | 0      |
| Укупно | 18      | 4      |